# Resultados do Carnaval de Porto Alegre em 1991
Resultados do Carnaval de Porto Alegre em 1991. O grupo principal foi vencido pela escola Estado Maior da Restinga que apresentou o enredo, África, raízes negras na terra do samba.

## Grupo 1A
| Colocação | Escola                       | Nota      | Ref.  |
| --------- | ---------------------------- | --------- | ----- |
| 1º        | Estado Maior da Restinga     |           | [ 1 ] |
| 2º        | União da Vila do IAPI        |           | [ 1 ] |
| 3º        | Bambas da Orgia              |           | [ 1 ] |
| 4º        | Imperadores do Samba         |           | [ 1 ] |
| 5º        | Estação Primeira da Figueira |           | [ 1 ] |
| 6º        | Acadêmicos da Orgia          |           | [ 1 ] |
| 7º        | Império da Zona Norte        |           | [ 1 ] |
| 8º        | Academia de Samba Praiana    |           | [ 1 ] |
| 9º        | Unidos da Zona Norte         | Rebaixada | [ 1 ] |

## Grupo 1B
| Colocação | Escola                     | Nota      | Ref.  |
| --------- | -------------------------- | --------- | ----- |
| 1º        | Academia Samba Puro        | Promovida | [ 1 ] |
| 2º        | Filhos da Candinha         |           | [ 1 ] |
| 3º        | Garotos da Orgia           |           | [ 1 ] |
| 4º        | Embaixadores do Ritmo      |           | [ 1 ] |
| 5º        | Unidos de Vila Isabel      |           | [ 1 ] |
| 6º        | Imperatriz Dona Leopoldina |           | [ 1 ] |
| 7º        | Fidalgos e Aristocratas    |           | [ 1 ] |
| 8º        | Copacabana                 |           | [ 1 ] |

## Grupo III
| Colocação | Escola            | Nota      | Ref.  |
| --------- | ----------------- | --------- | ----- |
| 1º        | União da Tinga    | Promovida | [ 1 ] |
| 2º        | Realeza           |           | [ 1 ] |
| 3º        | Beija-Flor do Sul |           | [ 1 ] |
| 4º        | Mangueira         |           | [ 1 ] |
| 5º        | Portela           |           | [ 1 ] |

## Tribos
| Colocação | Tribo        | Ref.        |
| --------- | ------------ | ----------- |
| 1º        | Os Tapuias   | [ 1 ] [ 2 ] |
| 2º        | Os Comanches | [ 1 ] [ 2 ] |
| 3º        | Guaianazes   | [ 1 ] [ 2 ] |